# 日興通信
日興通信株式会社（にっこうつうしん：Nikko Telecommunications Co., Ltd.）は東京都世田谷区に本社を置くシステムインテグレーター（独立系）。NECディーラーとしても知られる。
創業時は旧電電公社及び一般企業向け電話通信工事を主要事業としていたが、その後、事業分野を拡大し、通信・ネットワークシステム、映像・メディアシステム、JA向け業務システム等のシステムインテグレーターとして事業を行っている。

## 沿革
- 1947年6月 - 日興電気工業株式会社を創業
- 1950年　　　- NEC指定協力工場認定取得及び販売代理店契約締結
- 1960年4月 - 日興電気工業株式会社から分離独立し、日興通信株式会社設立
- 1978年2月 - 特定建設業（特-52)第6070号（電気通信工事業）の許可を受ける
- 1980年2月 - 米国ソフテックマイクロシステムズ社とソフトウェアライセンス契約締結
- 1983年5月 - 米国カリフォルニア州に海外法人PASCOT.INC設立
- 1985年2月 - ニッコウソフトウェア株式会社を設立
- 1987年12月 - 北海道日興通信株式会社設立
- 1989年5月 - 本社を東京都港区芝2丁目バンザイビルに移転
- 1990年8月 - 台湾台北市に霓克電脳股分有限公司設立
- 1993年10月 - 本社を東京都品川区東品川P'S東品川ビルに移転
- 2003年3月 - 本社を東京都世田谷区桜丘一丁目に移転

## 事業内容
- 通信・ネットワーク - ネットワーク構築、ネットワーク監視、SPAMメール対策等
- 映像・メディア - デジタルサイネージ、オンエアシステム、リアルタイム3DCG
- JAソリューション - Web簿記システム、JA総合情報システム、金利表示システム
- 業務ソリューション - 葬祭管理システム、茶業トータルシステム、金利表示システム、コールセンターシステム

## 主要製品
- 電子掲示板 - NIXUS VISION HD
- ストリーミングプロダクト - Streamnix C
- ストリームプロダクト - DV Mixer
- 複合情報告知システム - d.caster
- Contents.Lab - Webデザイン、Webホスティング、プリンティングサービス
- ネットワークソリューション - Web会議システム、OnePointWall
- JAソリューション - Web簿記システム、JA総合情報システム、金利表示システム
- 折込広告業システム - 折広くん
- 建設業見積システム - 見積当番
- 授業支援統合ソフトウェア - キッズゼミ

## 資格・免許
- 電気通信工事業（特19）第16673号
- 総務省　電気通信事業者　届出番号：A-11-3668
- 経済産業省システムインテグレータ認可　関2011001　[2]

## 関連会社
- 北海道日興通信株式会社
- ニッコウソフトウエア株式会社